# Væggerløse
Væggerløse er en by på det sydlige Falster med 1.310 indbyggere  (2024), beliggende 17 km nord for Gedser, 24 km sydvest for Stubbekøbing og 9 km sydøst for kommunesædet Nykøbing Falster. Byen hører til Guldborgsund Kommune og ligger i Region Sjælland.
Væggerløse hører til Væggerløse Sogn. Væggerløse Kirke, der er bygget omkring år 1100, ligger på en 21 m høj bakke i byen.

## Historie

### Stationsbyen
Væggerløse fik jernbanestation på strækningen Nykøbing Falster-Gedser, der blev åbnet 1. juli 1886. Gedserbanen var en del af den oprindelige Sydbane, hvor togtrafikken til Tyskland gik.
I 1899 beskrives Væggerløse således: "Veggerløse (i Vald. Jrdb. Wikærløsæ; udt. Vejrløse), ved Landevejen, med Kirke, Præstegd., Skole, Jærnbane-, Telegraf- og Telefonstation". Målebordsbladene bruger stavemåden Vigerløse.
Efter åbningen af Fugleflugtslinjen til Rødbyhavn i 1963 mistede Gedserbanen betydning. Det sidste internationale tog kørte i 1995, men der var mellemstationerne for længst lukket – Væggerløse Station i 1974. Det sidste ordinære tog kørte på strækningen i december 2009.
Gedserbanen er ikke officielt nedlagt, men den er så nedslidt, at der ikke længere kan køre veterantog på den. Stationsbygningen er bevaret på Stationsvej 1.

### Sydfalster Kommune
Væggerløse blev kommunesæde for Sydfalster Kommune, der ved kommunalreformen i 1970 blev dannet ved sammenlægning af de 3 sognekommuner Væggerløse, Idestrup og Skelby-Gedesby. Sydfalster Kommune blev ved kommunalreformen i 2007
en del af Guldborgsund Kommune.

## Uddannelse
Sydfalster Skole indgår i en landsbyordning sammen med børnehuset Blishøj og den integrerede institution Strandloppen i Gedser. Den samlede landsbyordning har 52 ansatte.

## Kultur
Væggerløse Hallen benyttes til gymnastik, skoleidræt, håndbold, fodbold og badminton. Hallen har to mødelokaler. Brugerne er bl.a. Væggerløse Badmintonklub, Sydfalster Idrætsforening, Idestrup-Væggerløse Idrætsforening, Væggerløse Boldklub og Tingsted Boldklub. I den ene ende af hallen er der en indvendig klatrevæg.
Kommunen solgte 1. august 2015 Væggerløse Forsamlingshus for et symbolsk beløb til et anpartsselskab, der vil renovere det. Huset bruges på hverdage af en række foreninger og kan lejes til fester i weekender. Det har kapacitet til 141 personer i de to sale.
Væggerløse har Dagli'Brugs og bibliotek.